# Jay Hayden
Jonathan Hayden (Buffalo Grove, 20 febbraio 1987) è un attore statunitense.

## Biografia
Nato a Northfield, nel Vermont,  è di origini metà irlandese e metà coreana. Ha vinto una borsa di studio per il calcio all'Università del Vermont, dove ha studiato inglese prima di sviluppare un interesse per il mondo dello spettacolo. In seguito si trasferì a Los Angeles dopo la laurea per intraprendere la carriera di attore.
Nel 2008 ha un ruolo nel film La coniglietta di casa e nel 2011 ha un ruolo da protagonista nel film State of Emergency. In seguito è apparso in Wild Oats e nella commedia Undrafted usciti nel 2016.
In televisione, ha recitato nella serie mockumentary comica di Hulu Battleground. Ha avuto un ruolo regolare in The Catch, e 2 ruoli ricorrenti in Crazy Ex-Girlfriend e SEAL Team. È stato un personaggio regolare nello spin-off di Grey's Anatomy Station 19 dal 2018 al 2024.
È co-proprietario di David Vincent, una società di costruzioni.
Nel 2024 è stato aggiunto al cast della quarta stagione di FBI: International.

## Vita privata
È stato sposato con l'attrice Nikki Danielle Moore dal 2005 fino al 2021. I due hanno avuto 2 figli.

## Filmografia parziale

### Cinema
- La coniglietta di casa (The House Bunny), regia di Fred Wolf (2008)
- State of Emergency, regia di Turner Clay (2011)
- Wild Oats, regia di Andy Tennant (2016)
- Monolith, regia di Ivan Silvestrini (2017)

### Televisione
- How I Met Your Mother – serie TV, un episodio (2007)
- Zack e Cody sul ponte di comando (The Suite Life on Deck) – serie TV, un episodio (2008)
- Battleground – serie TV, 13 episodi (2012)
- The Glades – serie TV, un episodio (2012)
- Criminal Minds – serie TV, 2 episodi (2012-2013)
- Mixology – serie TV, un episodio (2014)
- Stalker – serie TV, un episodio (2015)
- The Catch – serie TV, 20 episodi (2016-2017)
- Giorno per giorno (One Day at a Time) – serie TV, 2 episodi (2017)
- SEAL Team – serie TV, 4 episodi (2017)
- Crazy Ex-Girlfriend – serie TV, 5 episodi (2017-2019)
- Station 19 – serie TV, 103 episodi (2018-2024)
- Grey's Anatomy – serie TV, 4 episodi (2020-2022)
- FBI: International - serie TV, 7 episodi (2025)

## Doppiatori italiani
Nelle versioni in italiano delle opere in cui ha recitato, Jay Hayden è stato doppiato da:
- Stefano Macchi in The Catch, Crazy Ex-Girlfriend, Station 19, Grey's Anatomy
- Daniele Raffaeli in Zack e Cody sul ponte di comando
- Emiliano Coltorti in The Glades
- Andrea Mete in Criminal Minds
- Massimo Triggiani in Monolith
- Nanni Baldini in Giorno per giorno
- Flavio Aquilone in FBI: International